# RMS (префікс)

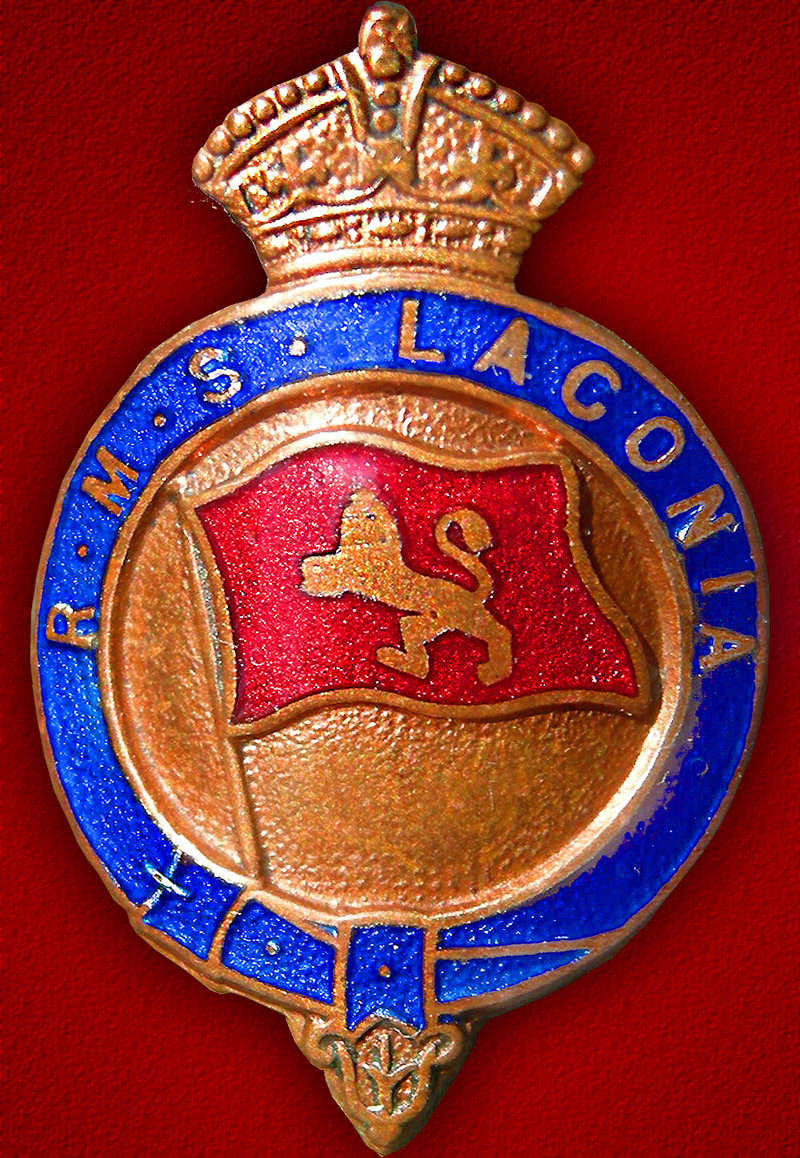
емблема RMS Laconia Cunard liner

емблема White Star Line

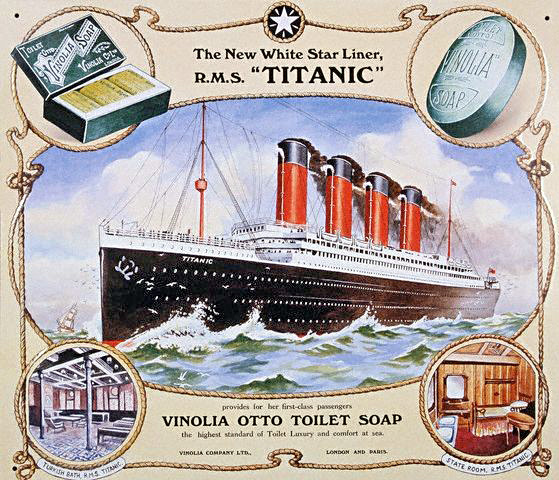
реклама мила з RMS Titanic 1912 (46,328 GRT)

емблема Royal Mail Steam Packet Company House flag

RMS (англ. Royal Mail Ship, Королівське Поштове Судно) — префікс у Великій Британії з 1840 року для позначення суден судноплавних компаній, що уклали договір з Британською Королівською Поштовою службою. Судно, що уклало такий договір, мало право використовувати логотип із зображенням Корони Королівської Поштової служби.  З 1850 року такі контракти почали укладати з приватними компаніями. Після розриву договору, суднові поверталося стандартне позначення SS (Steamship). Найвідомішими транспортними компаніями, які використовували такий префікс, були «Вайт Стар Лайн», «Кунард Лайн», «Royal Mail Lines» та «Union-Castle Line».

## Судна зі статусом RMS
Виділеним вказані назви досі активних суден зі статусом RMS (Royal Mail Ship).
| RMS Adriatic 1907 2                       | White Star                                     | 1907 | 1934      | списаний на брухт |
| RMS Alaunia 1913 2                        | Cunard                                         | 1913 | 1916      | підірвався на міні |
| Alaunia                                   | Cunard                                         | 1925 | 1957      | списаний на брухт |
| Alaunia                                   | Cunard                                         | 1960 | 1969      | проданий іншому судновласнику |
| RMS Albania 1900 2                        | Cunard                                         | 1900 | 1930      | збудований у 1900 році як "Consuelo", куплений Кунард у 1911 році і перейменований у "Albania", проданий у 1912 р. і перейменований у "Poleric", списаний на брухт у 1930 |
| SS Alcantara 1913 2                       | Royal Mail Lines                               | 1913 | 1916      | підбитий і затоплений у ході війни |
| RMS Alcantara 1926 2                      | Royal Mail Lines                               | 1926 | 1958      | списаний на брухт |
| HMS Almanzora                             | Royal Mail Lines                               | 1906 | 1948      | списаний на брухт |
| HMS Amanda                                | Pickford & Black                               | —    | —         | — |
| RMS Amazon 1906 2                         | Royal Mail Lines                               | 1906 | 1916      | підбитий і затоплений у ході війни |
| RMS Andania 1913 2                        | Cunard                                         | 1913 | 1918      | підбитий і затоплений у ході війни |
| RMS Andania 1922 2                        | Cunard                                         | 1921 | 1940      | підбитий і затоплений у ході війни |
| Andes                                     | Royal Mail Lines                               | 1913 | 1929      | списаний на брухт після закінчення кар'єри як круізний лайнер Atlantis |
| Andes                                     | Royal Mail Lines                               | 1939 | 1959      | у 1971 списаний на брухт після закінчення кар'єри як круїзний лайнер |
| RMS Antonia                               | Cunard                                         | 1921 | 1948      | списаний на брухт |
| RMS Aquitania                             | Cunard                                         | 1914 | 1950      | списаний на брухт |
| RMS Arabia                                | Peninsular and Oriental                        | 1898 | 1916      | підбитий і затоплений у ході війни |
| HMT Aragon                                | Royal Mail Lines                               | 1905 | 1917      | підбитий і затоплений у ході війни |
| RMS Arlanza 1912 2                        | Royal Mail Lines                               | 1912 | 1938      | списаний на брухт |
| RMS Arundel Castle                        | Union Castle                                   | 1921 | 1959      | списаний на брухт |
| RMS Aurania 1882 2                        | Cunard                                         | 1881 | 1905      | списаний на брухт |
| RMS Aurania 1916 2                        | Cunard                                         | 1916 | 1918      | підбитий і затоплений у ході війни |
| RMS Aurania 1924 2                        | Cunard                                         | 1924 | 1961      | списаний на брухт |
| RMS Ascania 1923 2                        | Cunard                                         | 1923 | 1957      | списаний на брухт |
| RMS Atlantic                              | White Star                                     | 1871 | 1873      | розбився на мілині |
| RMS Ausonia                               | Cunard                                         | 1921 | 1965      | списаний на брухт |
| RMS Avon                                  | Royal Mail Lines                               | 1906 | 1914/1929 | перепрофільований на військовий корабель |
| RMS Baltic 1903 2                         | White Star                                     | 1904 | 1933      | списаний на брухт |
| ship SS Ben-my-Chree 1845 2               | IoM Steam Packet                               | 1845 | 1860      | списаний на брухт |
| ship SS Ben-my-Chree 1875 2               | IoM Steam Packet                               | 1875 | 1906      | списаний на брухт |
| ship SS Ben-my-Chree 1908 2               | IoM Steam Packet                               | 1908 | 1915      | підбитий і затоплений у ході війни |
| ship TSS Ben-my-Chree 1927 2              | IoM Steam Packet                               | 1927 | 1965      | списаний на брухт |
| ship TSS Ben-my-Chree 1965 2              | IoM Steam Packet                               | 1966 | 1984      | списаний на брухт |
| MS Ben-my-Chree Ben-my-Chree              | IoM Steam Packet                               | 1998 |           | активно використовується RO/PAX |
| RMS Berengaria                            | Cunard                                         | 1913 | 1938      | списаний на брухт |
| Британія (RMS Britannia)                  | Cunard                                         | 1840 | 1880      | потонув |
| HMHS Britannic                            | White Star                                     | 1915 | 1916      | підбитий і затоплений у ході війни |
| RMS Britannic 1929 2                      | White Star                                     | 1929 | 1960      | списаний на брухт |
| RMS Campania                              | Cunard                                         | 1891 | 1918      | потонув після зіткнення з Glorious |
| RMS Carinthia 1925 2                      | Cunard                                         | 1925 | 1940      | підбитий і затоплений у ході війни |
| RMS Carinthia 1956 2                      | Cunard                                         | 1956 | 2006      | Проданий у 1968; перейменований у Fairland ; списаний на брухт у 2006 |
| RMS Carmania 1905 2                       | Cunard                                         | 1905 | 1932      | списаний на брухт |
| Carnarvon Castle                          | Union Castle                                   | 1926 | 1963      | списаний на брухт |
| Карпатія (RMS Carpathia)                  | Cunard                                         | 1903 | 1918      | підбитий і затоплений у ході війни |
| RMS Caronia 1905 2                        | Cunard                                         | 1905 | 1933      | списаний на брухт |
| RMS Caronia                               | Cunard White Star                              | 1948 | 1974      | списаний на брухт |
| RMS Celtic 1901 2                         | White Star                                     | 1901 | 1933      | списаний на брухт |
| RMS Cedric                                | White Star                                     | 1903 | 1932      | списаний на брухт |
| SS Doric 1923 2                           | White Star                                     | 1923 | 1935      | списаний після аварії з Formigny |
| SS Douglas 1858 2                         | IoM Steam Packet                               | 1858 | 1862      | проданий Cunard, Wilson and Co. |
| SS Douglas 1864 2                         | IoM Steam Packet                               | 1864 | 1888      | списаний на брухт |
| SS Douglas 1889 2                         | IoM Steam Packet                               | 1901 | 1923      | розбився у ході аварії з Artemisia |
| RMS Dunottar Castle                       | Union Castle                                   | 1890 | 1915      | потонув |
| RMS Durham Castle                         | Union Castle                                   | 1904 | 1940      | підірвався на міні |
| RMS Ebro                                  | Royal Mail Lines                               | 1914 | 1954      | списаний після перейменування в N/T Serpa Pinto |
| SS Ellan Vannin                           | Castletown Steam Navigation Company            | 1854 | 1858      | Проданий до Сардинії, перейменований на «Архімеда» |
| SS Ellan Vannin                           | IoM Steam Packet                               | 1883 | 1909      | потонув внаслідок погодних явищ на річці Мерсі, у грудні 1909 р. |
| Empress of Asia                           | Canadian Pacific                               | 1913 | 1942      | підбитий і затоплений у ході війни |
| Empress of Australia 1919                 | Canadian Pacific                               | 1922 | 1952      | списаний на брухт |
| RMS Empress of Australia 1924 2           | Canadian Pacific                               | 1953 | 1956      | списаний на брухт |
| RMS Empress of Britain 1906 2             | Canadian Pacific                               | 1906 | 1930      | списаний на брухт |
| Empress of Britain 1931                   | Canadian Pacific                               | 1931 | 1940      | підбитий і затоплений у ході війни |
| RMS Empress of Britain 1956 2             | Canadian Pacific                               | 1956 | 1965      | списаний на брухт |
| Empress of Canada 1922                    | Canadian Pacific                               | 1922 | 1943      | підбитий і затоплений у ході війни |
| RMS Empress of Canada 1928 2              | Canadian Pacific                               | 1929 | 1953      | списаний на брухт |
| Empress of Canada 1961                    | Canadian Pacific                               | 1961 | 2003      | списаний на брухт |
| Empress of China 1891                     | Canadian Pacific                               | 1891 | 1912      | списаний на брухт |
| Empress of England                        | Canadian Pacific                               | 1957 | 1970      | списаний на брухт |
| RMS Empress of France 1914 2              | Canadian Pacific                               | 1914 | 1931      | списаний на брухт |
| Empress of India 1891                     | Canadian Pacific                               | 1891 | 1919      | списаний на брухт |
| RMS Empress of India 1908 2               | Canadian Pacific                               | 1908 | 1928      | списаний на брухт |
| RMS Empress of Ireland                    | Canadian Pacific                               | 1906 | 1914      | пішов на дно після аварії з іншим судном |
| Empress of Japan 1891                     | Canadian Pacific                               | 1891 | 1926      | списаний на брухт |
| RMS Empress of Japan 1930 2               | Canadian Pacific                               | 1930 | 1966      | списаний на брухт після пожежі |
| Empress of Russia                         | Canadian Pacific                               | 1913 | 1945      | списаний на брухт після пожежі |
| Empress of Scotland 1906                  | Canadian Pacific                               | 1906 | 1930      | списаний на брухт |
| RMS Empress of Scotland 1930 2            | Canadian Pacific                               | 1930 | 1966      | списаний на брухт після пожежі |
| SS Empress Queen                          | IoM Steam Packet                               | 1897 | 1916      | розбився об скелі |
| RMS Etruria                               | Cunard                                         | 1885 | 1909      | списаний на брухт |
| SS Fenella 1881 2                         | IoM Steam Packet                               | 1881 | 1929      | списаний на брухт |
| RMS Fenella 1937 2                        | IoM Steam Packet                               | 1937 | 1940      | підбитий і затоплений у ході операції «Динамо» при битві за Дюнкерк |
| MV Fenella 1951 2                         | IoM Steam Packet                               | 1951 | 1973      | проданий у 1973 і перейменований у Vasso M., затонув поблизу Damietta, 2 лютого 1977 р.                                                                                   |
| RMS Franconia 1922 2                      | Cunard                                         | 1922 | 1956      | списаний на брухт |
| RMS Georgic 1932 2                        | White Star                                     | 1933 | 1954      | списаний на брухт |
| RMS Homeric 1922 2                        | White Star                                     | 1922 | 1935      | списаний на брухт |
| RMS Ivernia                               | Cunard                                         | 1955 | 2004      | перейменований у Franconia 1963, проданий у 1973 і перейменований у Feodor Shalyapin; списаний на брухт у 2004                                                            |
| Kenya Castle                              | Union Castle                                   | 1951 | 1967      | Проданий до Греції, перейменований на «Американіс» |
| SS King Orry 1842 2                       | IoM Steam Packet                               | 1842 | 1858      | проданий у 1858 |
| SS King Orry 1871 2                       | IoM Steam Packet                               | 1871 | 1912      | списаний на брухт |
| SS King Orry 1913 2                       | IoM Steam Packet                               | 1913 | 1940      | підбитий і затоплений у ході операції «Динамо» при битві за Дюнкер |
| SS King Orry 1946 2                       | IoM Steam Packet                               | 1946 | 1975      | списаний на брухт |
| MV King Orry 1972 2                       | IoM Steam Packet                               | 1990 | 1998      | проданий у 1998 |
| RMS Laconia 1911 2                        | Cunard                                         | 1912 | 1917      | підбитий і затоплений у ході війни |
| RMS Laconia (1921)                        | Cunard                                         | 1922 | 1942      | підбитий і затоплений у ході війни |
| RMS Lady Drake Lady Drake                 | Canadian National                              | 1928 | 1942      | підбитий і затоплений у ході війни |
| RMS Lady Hawkins Lady Hawkins             | Canadian National                              | 1928 | 1942      | підбитий і затоплений у ході війни |
| Lady Nelson                               | Canadian National                              | 1928 | 1939      | перепрофільований на санітарне судно |
| Lady Rodney                               | Canadian National                              | 1929 | 1953      | проданий «Khedivial Mail Line», перейменований на «Мекку» |
| Lady Somers                               | Canadian National                              | 1929 | 1940      | затонув |
| RMS Lady of Mann Lady of Mann             | IoM Steam Packet                               | 1930 | 1971      | списаний на брухт |
| MS Lady of Mann Lady of Mann              | IoM Steam Packet                               | 1976 | 2005      | проданий у 2005 |
| RMS Lancastria                            | Cunard                                         | 1920 | 1940      | підбитий і затоплений у ході війни |
| RMS Leinster                              | City of Dublin SP                              | 1896 | 1918      | підбитий і затоплений у ході війни |
| HMHS Llandovery Castle                    | Union Castle                                   | 1914 | 1918      | підбитий і затоплений у ході війни |
| RMS Lucania                               | Cunard                                         | 1893 | 1909      | списаний на брухт після пожежі |
| Лузітанія (RMS Lusitania)                 | Cunard                                         | 1907 | 1915      | підбитий і затоплений у ході війни |
| RMS Majestic 1914 2                       | White Star                                     | 1922 | 1940      | списаний на брухт |
| RMS Maloja                                | Peninsular and Oriental                        | 1923 | 1954      | списаний на брухт |
| TSS Manxman (1904) Manxman                | IoM Steam Packet                               | 1920 | 1940      | списаний на брухт |
| TSS Manxman (1955) Manxman                | IoM Steam Packet                               | 1955 | 1982      | списаний на брухт |
| TSS Manx Maid (1910) Manx Maid            | IoM Steam Packet                               | 1923 | 1950      | списаний на брухт |
| TSS Manx Maid (1962) Manx Maid            | IoM Steam Packet                               | 1962 | 1984      | списаний на брухт |
| MV Manx Viking Manx Viking                | IoM Steam Packet                               | 1978 | 1987      | проданий у 1987 |
| Мавританія (RMS Mauretania)               | Cunard White Star                              | 1906 | 1935      | списаний на брухт |
| RMS Mauretania 1938 2                     | Cunard White Star                              | 1939 | 1965      | списаний на брухт |
| RMS Medina 1911 2                         | Peninsular and Oriental                        | 1911 | 1917      | підбитий і затоплений у ході війни |
| SS Mona (1832) Mona                       | IoM Steam Packet                               | 1832 | 1841      | проданий у 1841 |
| SS Mona (1878) Mona                       | IoM Steam Packet                               | 1878 | 1883      | затонув у річці Formby Channel, після зіткнення з SS Rita |
| SS Mona (1889) Mona                       | IoM Steam Packet                               | 1903 | 1909      | списаний на брухт |
| SS Mona (1907) Mona                       | IoM Steam Packet                               | 1919 | 1938      | списаний на брухт |
| SS Mona's Isle (1830) Mona's Isle         | IoM Steam Packet                               | 1830 | 1851      | списаний на брухт |
| SS Mona's Isle (1860) Mona's Isle         | IoM Steam Packet                               | 1860 | 1883      | переробленний на гвинтову тягу і перейменований у SS Ellan Vannin (ship)                                                                                                  |
| SS Mona's Isle (1882) Mona's Isle         | IoM Steam Packet                               | 1882 | 1915      | списаний на брухт |
| SS Mona's Isle (1905) Mona's Isle         | IoM Steam Packet                               | 1905 | 1948      | списаний на брухт |
| SS Mona's Isle (1950) Mona's Isle         | IoM Steam Packet                               | 1950 | 1980      | списаний на брухт |
| MV Free Enterprise (1966) Mona's Isle     | IoM Steam Packet                               | 1984 | 1986      | проданий у 1986 and отримав назву Al Fahad; списаний на брухт у місті Джи́дда у червні 2004                                                                                |
| SS Mona's Queen (1853) Mona's Queen       | IoM Steam Packet                               | 1853 | 1880      | списаний на брухт |
| SS Mona's Queen (1885) Mona's Queen       | IoM Steam Packet                               | 1885 | 1929      | списаний у 1915; повернувся на службу у 1919 |
| Mona's Queen (1934) Mona's Queen          | IoM Steam Packet                               | 1934 | 1940      | підбитий і затоплений у ході війни |
| Mona's Queen (1946) Mona's Queen          | IoM Steam Packet                               | 1946 | 1962      | списаний на брухт у 1981 |
| Mona's Queen (1971) Mona's Queen          | IoM Steam Packet                               | 1972 | 1995      | списаний на брухт у 2008 |
| RMS Mooltan                               | Peninsular and Oriental                        | 1923 | 1953      | списаний на брухт |
| HMHS Newfoundland                         | Johnston Warren Lines                          | 1925 | 1943      | затоплений у ході війни |
| RMS Niagara                               | Union Steamship Co of NZ                       | 1912 | 1940      | підбитий і затоплений у ході війни |
| RMS Nova Scotia 1926 2                    | Johnston Warren Lines                          | 1926 | 1942      | підбитий і затоплений у ході війни |
| RMS Oceanic 1870 2                        | White Star                                     | 1871 | 1896      | списаний на брухт |
| RMS Oceanic 1899 2                        | White Star                                     | 1899 | 1914      | списаний на брухт |
| RMS Olympic                               | White Star                                     | 1911 | 1935      | списаний на брухт |
| RMS Orizaba                               | Orient Line                                    | 1886 | 1905      | списаний на брухт у місті Фрімантл |
| RMS Ormuz 1886 2                          | Orient Line                                    | 1886 | 1912      | проданий Cie de Nav. Sud-Atlantique, перейменований у Divona |
| RMS Ormuz 1914 2                          | Orient Line                                    | 1920 | 1927      | ex-Zeppelin, 1920 перейменований у Ormuz, 1927 проданий North German Lloyd, перейменований у Dresden.                                                                     |
| RMS Orontes                               | Orient Line                                    | 1902 | 1926      | у 1916-1917 роках втратив статус |
| RMS Oruba                                 | —                                              | —    | —         | — |
| RMS Otranto (1925)                        | Orient Line                                    | 1926 | 1957      | списаний на брухт |
| HMS Peel Castle                           | IoM Steam Packet                               | 1912 | 1939      | списаний на брухт |
| RMS Pendennis Castle                      | Union-Castle                                   | 1959 | 1980      | списаний на брухт |
| RMS Persia                                | Cunard                                         | 1855 | 1872      | списаний на брухт |
| SS Peveril (1884) Peveril                 | IoM Steam Packet                               | 1884 | 1899      | затонув коло Дугласа після зіткнення з SS Monarch 16 вересня 1899 |
| SS Peveril (1929) Peveril                 | IoM Steam Packet                               | 1929 | 1964      | списаний на брухт |
| Port Kingston                             | Imperial Direct West Mail Co                   | 1904 | 1911      | проданий Union Steamship Co of NZ; перейменований у Tahiti |
| SS Prince of Wales (1887) Prince of Wales | IoM Steam Packet                               | 1888 | 1915      | списаний на брухт |
| RMS Queen Elizabeth                       | Cunard White Star                              | 1940 | 1968      | списаний на брухт після пожежі |
| RMS Queen Mary                            | Cunard White Star                              | 1936 | 1967      | знятий з служби у 1967р., зараз використовується як музей-ресторан у Лонг Біч, каліфорнія                                                                                 |
| Queen Mary 2                              | Cunard                                         | 2004 |           | активно використовується як трансатлантичний лайнер |
| SS Queen of the Isle Queen of the Isle    | IoM Steam Packet                               | 1834 | 1845      | проданий у 1845; загубився поблизу Фолклендських островів |
| SS Queen Victoria (1887) Queen Victoria   | IoM Steam Packet                               | 1888 | 1915      | списаний на брухт |
| RMS Quetta                                | British-India SN Co                            | 1881 | 1890      | списаний на брухт |
| SS Ramsey Town Ramsey Town                | IoM Steam Packet                               | 1904 | 1936      | списаний на брухт |
| RMS Remuera                               | New Zealand Shipping Company                   | 1911 | 1940      | підбитий і затоплений у ході війни |
| RMS Republic (1903)                       | Oceanic Steam Navigation d/b/a White Star Line | 1903 | 1909      | затонув |
| RMS Rotorua 1910 2                        | New Zealand Shipping Company                   | 1910 | 1917      | підбитий і затоплений у ході війни |
| RMS Rhone                                 | Royal Mail Lines                               | 1865 | 1867      | списаний на брухт |
| RMS Royal Adelaide 1838 2                 | City of Dublin SP                              | 1838 | 1849      | затонув |
| SS Rushen Castle Rushen Castle            | IoM Steam Packet                               | 1898 | 1947      | списаний на брухт |
| RMS Samaria 1920 2                        | Cunard                                         | 1920 | 1956      | списаний на брухт |
| RMS Saxonia 1899 2                        | Cunard                                         | 1900 | 1925      | списаний на брухт |
| RMS Saxonia 1954 2                        | Cunard                                         | 1954 | 1999      | 1962 перейменований у Carmania; 1973 проданий i перейменований у Leonid Sobinov                                                                                           |
| RMS St Helena                             | HM Government                                  | 1977 | 1990      | у 1990 році втратив статус |
| St Helena                                 | HM Government                                  | 1990 |           | активно використовується |
| Scillonian 1925                           | Isles of Scilly SC                             | 1926 | 1955      | списаний на брухт |
| Scillonian 1955                           | Isles of Scilly SC                             | 1955 | 1977      | затонув |
| RScillonian III                           | Isles of Scilly SC                             | 1977 |           | активно використовується |
| Scotia                                    | Cunard                                         | 1861 | 1904      | списаний на брухт |
| Scythia І 1874                            | Cunard                                         | 1874 | 1899      | списаний на брухт |
| Scythia                                   | Cunard                                         | 1921 | 1958      | списаний на брухт |
| Segwun                                    | Muskoka Lakes Navigation Co                    | 1887 |           | оновлений і повернутий на службу |
| RMS Servia                                | Cunard                                         | 1881 | 1901      | списаний на брухт |
| RMS Slavonia                              | British-India SN Co                            | 1902 | 1909      | списаний на брухт |
| SS Snaefell (1863) Snaefell               | IoM Steam Packet                               | 1863 | 1875      | проданий у 1875 |
| SS Snaefell (1876) Snaefell               | IoM Steam Packet                               | 1876 | 1904      | списаний на брухт |
| RMS Snaefell 1910 2                       | IoM Steam Packet                               | 1910 | 1918      | підбитий і затоплений у ході війни |
| SS Snaefell (1906) Snaefell               | IoM Steam Packet                               | 1920 | 1945      | списаний на брухт у 1948 |
| SS Snaefell (1948) Snaefell               | IoM Steam Packet                               | 1948 | 1978      | списаний на брухт у 1978 |
| HSC Master Jet Snaefell                   | IoM Steam Packet                               | 2006 | 2011      | проданий у 2011 |
| Southampton Castle                        | Union Castle                                   | 1965 | 1978      | проданий «Cost Armatori», перейменований на «Paola C» |
| RMS Strathaird                            | Peninsular and Oriental                        | 1931 | 1961      | у 1954 році втратив статус |
| RMS Strathnaver                           | Peninsular and Oriental                        | 1931 | 1962      | у 1954 році втратив статус |
| RMS Sylvania                              | Cunard                                         | 1957 | 2004      | проданий у 1968 і перейменований у Fairwind; списаний на брухт у 2004 |
| RMS Tahiti                                | Union Steamship Co of NZ                       | 1911 | 1930      | отримав пробоїну уламком пропеллера, потонув |
| RMS Tayleur                               | White Star (not OSNC)                          | 1853 | 1853      | сів на мілину |
| SS The Ramsey The Ramsey                  | IoM Steam Packet                               | 1895 | 1915      | підбитий і затоплений у ході війни |
| Титанік (RMS Titanic)                     | White Star                                     | 1912 | 1912      | потонув внаслідок зіткнення з айсбергом |
| RMS Transvaal Castle                      | Union-Castle                                   | 1961 | 2000      | проданий у 1966 Safmarine I, перейменований у SA Vaal; покинув службу RMS у 1969; списаний на брухт у 2003                                                                |
| RMS Trent                                 | Royal Mail SP                                  | 1841 | 1865      | списаний на брухт |
| SS Tynwald (1846) Tynwald                 | IoM Steam Packet                               | 1846 | 1886      | проданий у 1866 |
| SS Tynwald (1866) Tynwald                 | IoM Steam Packet                               | 1886 | 1888      | проданий у 1888 |
| SS Tynwald (1891) Tynwald                 | IoM Steam Packet                               | 1891 | 1934      | проданий у 1934 |
| HMS Tynwald                               | IoM Steam Packet                               | 1936 | 1939      | підбитий і затоплений у ході війни |
| SS Tynwald (1947) Tynwald                 | IoM Steam Packet                               | 1947 | 1974      | списаний на брухт у 1975 |
| MV Tynwald (1967) Tynwald                 | IoM Steam Packet                               | 1986 | 1990      | проданий у 1990 |
| SS Tyrconnel (1892) Tyrconnel             | IoM Steam Packet                               | 1911 | 1932      | списаний на брухт |
| RMS Umbria                                | Cunard                                         | 1884 | 1910      | списаний на брухт |
| RMS Viceroy of India                      | Peninsular and Oriental                        | 1927 | 1942      | підбитий і затоплений у ході війни |
| SS Victoria (1907) Victoria               | IoM Steam Packet                               | 1907 | 1957      | списаний на брухт |
| MV Victoria 1959 2                        | East African Railways & Harbours               | 1961 | 1977      | втратив статус після розпуску EAR&H, залишається на службі під назвою MV Victoria                                                                                         |
| RMS Victorian                             | Allan Line                                     | 1904 | 1929      | перший в світі океанський лайнер з паровою турбіною |
| SS Viking (1905)                          | IoM Steam Packet                               | 1905 | 1954      | списаний на брухт |
| RMS Windsor Castle 1922 2                 | Union-Castle                                   | 1922 | 1943      | підбитий і затоплений у ході війни |
| RMS Windsor Castle 1959 2                 | Union-Castle                                   | 1960 | 1998      | списаний на брухт |